# HAT-P-33 b
HAT-P-33 b (GSC 02461-00988 b)— экзопланета, обращающаяся вокруг звезды HAT-P-33, которая находится в созвездии Близнецы на расстоянии около 1367 световых лет от Солнечной системы. Открытие планеты было подтверждено в июне 2011 года. Планета обладает массой в 0,764 юпитерианских, но на 80 % превосходит Юпитер по радиусу; обнаружение аналогичных планет WASP-17 b и HAT-P-32 b, подняло вопрос о причинах их возникновения (в частности, о том, как планета достигла таких размеров). Открытие было совершено транзитным методом.
Наличие экзопланеты на орбите HAT-P-33 было трудно подтвердить, потому как родительская звезда появляет высокую активность, из-за которой трудно получить точные измерения. Таким образом, учёные собирались сделать больше измерений радиальной скорости, хотя позже выяснилось, что HAT-P-33 b невозможно обнаружить этим методом. Доказательство существования планеты появилось после измерения кривой блеска звезды с помощью программы Blendanal.

## История открытия
Существование планеты HAT-P-33 b было предположено после наблюдений с помощью шести телескопов HATNet, проекта, который специализируется на поиске и обнаружении экзопланет транзитным методом. Участниками проекта уже открыто более 10 планет.
Присутствие невидимого компаньона на орбите звезды ещё подозревалось в 2004 году, однако высокий уровень шума, исходящий от звезды, не позволил доказать наличие планеты в системе. Эти колебания не позволяют определить с точностью радиальную скорость звезды, а значит, характеристики планеты-кандидата, такие как класс, размеры и состав атмосферы.
Спектр HAT-P-33 был исследован с использованием цифрового спидометра в обсерватории имени Уиппла (Аризона). На основе собранных данных учёные предположили, что вокруг неё обращается субзвёздный компаньон. Некоторые из параметров, включая его равновесную температуру и поверхностную гравитацию, были найдены. Кроме того, для наблюдения звезды был использован спектрограф SOPHIE из обсерватории Верхнего Прованса, Франция. При этом было установлено, что изменения радиальной скорости, которые часто указывают на наличие планеты в системе, возможно, вызваны искажением фона (дисторсией). Это значительно осложнило возможность подтверждения этой планеты и после этого наблюдения были приостановлены на несколько лет.
С сентября 2008 по декабрь 2010 года было собрано двадцать два образца спектров с помощью спектрометра высокого разрешения HIRES в обсерватории Кека, Гавайи. Эти данные использовались для измерения радиальной скорости HAT-P-33, необходимой для идентификации планеты. Из-за высокой активности звезды потребовалось гораздо большее количество измерений, чем обычно собирается для компенсации эффекта дрожания данных
. Был сделан вывод, что изменения в радиальной скорости были вызваны звёздной активностью, а не присутствием планет в системе.
Астрономам стало очевидно, что методом измерения радиальных скоростей нельзя доказать существование HAT-P-33 b. Данные для создания кривой блеска HAT-P-33 были получены с помощью фотометрических наблюдений 1,2-метровым телескопом в обсерватории имени Уиппла. Таким образом, были отмечены небольшие изменения светимости, вызванные прохождением планеты по диску звезды.
С помощью программы Blendanal, используемой для проверки планет, астрономы, проводившие наблюдения HAT-P-33, исключили возможность вхождения её в двойную или кратную звёздную систему, тем самым окончательно подтвердив открытие.
Открытия похожих планет больших радиусов и малой массы HAT-P-32 b и WASP-17 b, задало вопрос о том, какие факторы, помимо температуры, вызвали «раздувание» внешних оболочек этих планет. Расхождение находится в планете WASP-18 b, которая гораздо жарче, чем недавно обнаруженные планеты HAT-P-32 b и WASP-17 b, но имеет значительно меньший радиус.
Открытие планет HAT-P-33 b и HAT-P-32 b было опубликовано в журнале Astrophysical Journal 6 июня 2011 года. Авторы документа обнаружения планеты предложили наблюдение космическим телескопом Спитцер затмения HAT-P-33, чтобы лучше определить планетарные характеристики.

## Звезда
HAT-P-33, или GSC 02461-00988, является звездой главной последовательности, спектрального класса F, находящаяся на расстоянии 1367 световых лет от Земли. Звезда заметно больше и массивнее нашего дневного светила: её масса и радиус составляют 1,403 и 1,777 солнечных соответственно. Другими словами, HAT-P-33 на 40 % массивнее и на 77 % больше Солнца. Она ярче нашего дневного светила примерно в 4,73 раза. Эффективная температура поверхности звезды составляет около 6401 K (6128°С), что характерно для звёзд такого типа. HAT-P-33 также богата металлами: её металличность составляет [Fe/H] = 0,05. Это означает, что звезда содержит на 12 % больше элементов тяжелее гелия (по массе), чем Солнце. HAT-P-33 намного моложе Солнца, её приблизительный возраст составляет 2,4 миллиарда лет (возраст Солнца — 4,57 млрд лет). Звезда имеет видимую звёздную величину, равную 11,89m, следовательно, её нельзя увидеть невооружённым глазом.
Из-за звёздной активности астрономами было выдвинуто предположение, что HAT-P-33 входит в двойную систему, где тусклый компаньон визуально неотличим от главного, и имеет массу меньше 0,55 солнечных. Позднее эта теория была опровергнута.

## Характеристики
HAT-P-33 b представляет собой типичный газовый гигант с массой и радиусом 0,764 и 1,827 юпитерианских соответственно, что говорит о чрезвычайно низкой плотности вещества в недрах. Плотность планеты приблизительно равна 0,15 г/см3 — это одна из самых «рыхлых» планет, известных на настоящее время. HAT-P-33 b обращается вокруг родительской звезды на среднем расстоянии 0,0503 а. е., что составляет около 5 % среднего расстояния между Солнцем и Землёй. Год на планете длится 3,47 земных дней (83,39 часов). Из-за близости к звезде HAT-P-33 b имеет среднюю температуру поверхности 1838 кельвинов, что в почти пятнадцать раз больше, чем измеренная средняя температура Юпитера (124 K).
Орбита планеты имеет эллиптическую форму (эксцентриситет 0,148). Однако, потому что в спектре звезды HAT-P-33 наблюдаются шумы, было трудно определить эксцентриситет орбиты с точностью. Большинство планет таких характеристик имеют круговые орбиты, но модель эллиптической орбиты была выбрана открывшими, как наиболее вероятная. HAT-P-33 b имеет орбитальное наклонение 86,7° к лучу зрения земного наблюдателя, это означает, что планета наблюдается с Земли практически с ребра.
Средний радиус обитаемой зоны в данной системе равен примерно 2,17 а. е.